# Ibicuitinga
Ibicuitinga is een gemeente in de Braziliaanse deelstaat Ceará. De gemeente telt 11.800 inwoners (schatting 2009).
De gemeente grenst aan Morada Nova en Quixadá.